# (2786) Гриневия
(2786) Гриневия (лат. Grinevia) — типичный астероид главного пояса, открыт 6 сентября 1978 года советским астрономом Николаем Черных в Крымской астрофизической обсерватории и 17 февраля 1984 года назван в честь писателя Александра Грина.

## Обнаружение и именование
(2786) Гриневия
Открыт 6 сентября 1978 года в Научном Н. С. Черных.
Назван в память о советском писателе-романтике Александре Степановиче Гриневском (1880—1932).
Оригинальный текст (англ.)2786 Grinevia
Discovered 1978-09-06 by Chernykh, N. at Nauchnyj.
Named in memory of the Soviet writer-romanticist Aleksandr Stepanovich Grinevskij (1880—1932).
Источники: DISCOVERY.DB; M.P.C. 8543.

## Орбита

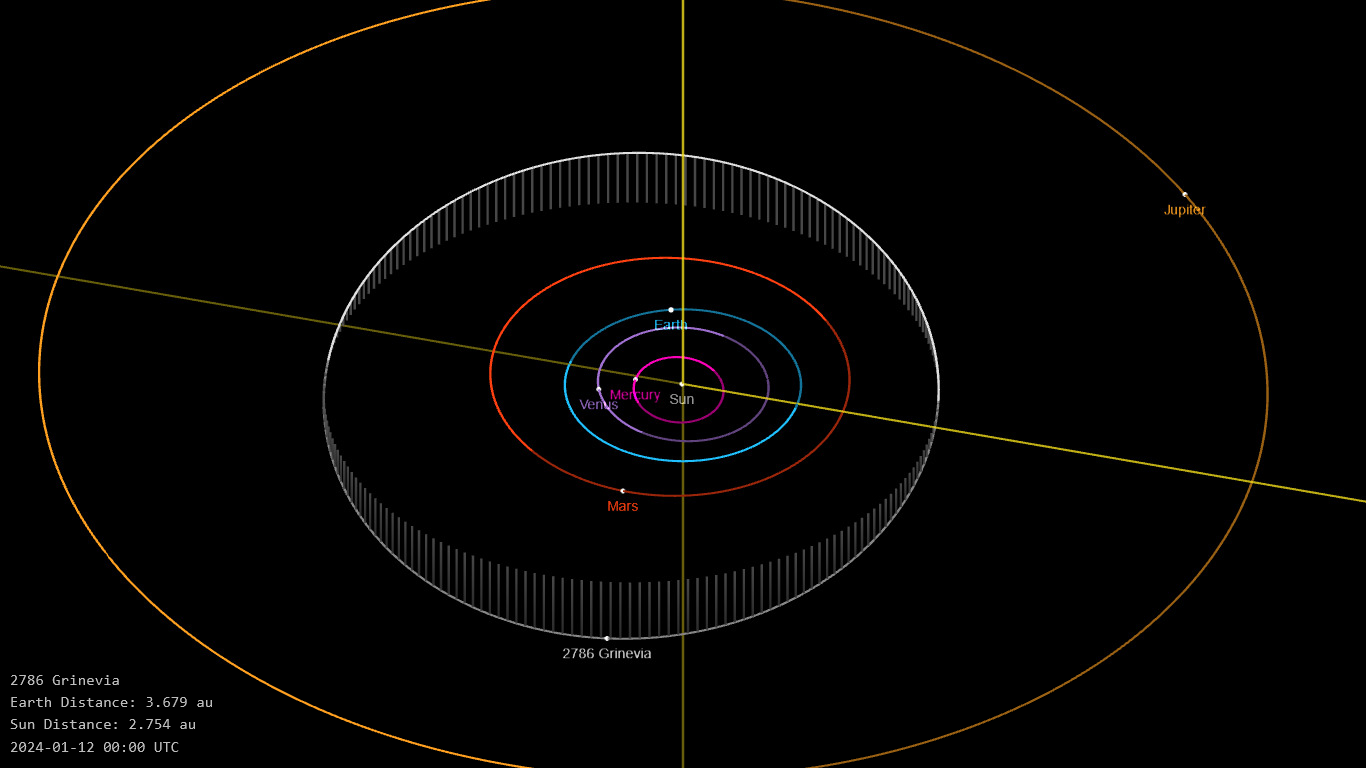
Орбита астероида Гриневия и его положение в Солнечной системе

## Физические характеристики
Из наблюдений телескопа VISTA следует, что астероид относится к таксономическому классу S.
По результатам наблюдений в видимом и ближнем инфракрасном диапазоне космического телескопа NEOWISE диаметр астероида сначала оценивался равным 10,482±0,163 км, позже — 10,501±0,271 км. Согласно тем же источникам альбедо оценивается как 0,2548±0,0109 и 0,254±0,060.